# Marisa Jossa
Pour les articles homonymes, voir Jossa.
Marisa Jossa, née le 15 septembre 1938 à Naples, où elle meurt le 19 novembre 2023 dans le quartier de Vomero d’un accident de la circulation,  est un mannequin italien, élue Miss Italie le 30 août 1959.

## Biographie

### Contexte familial
Sa mère, d’origine grecque, s’appelle Anna Vasdeki. Enfant, Marisa Jossa passe ses vacances en famille, chaque année, à Val Gardena.

### Carrière
Accompagnée de sa mère (Anna Vadeski), Marisa Jossa remporte le concours de beauté Miss Italia 1959, à Ischia, devant 33 participantes. À l'issue du concours, la firme Piaggio lui offre un scooter « Vespa ». 
Marisa est la mère de Roberta Capua, qu’elle accompagne elle aussi à l’élection de Miss Italia, en 1986. Sa fille Roberta l’emporte et est devenue depuis une célèbre présentatrice de télévision en Italie. 

### Décès
Le dimanche 19 novembre 2023, elle est victime d’un accident de la circulation, à Naples, dans le quartier de Vomero. Marisa Jossa est renversée par un scooter à la sortie d’un marché. Elle meurt âgée de 85 ans.

## Curiosité
Sa fille Roberta Capua est également élue Miss Italie le 31 août 1986, 27 ans après sa mère.